# 트로츠키주의

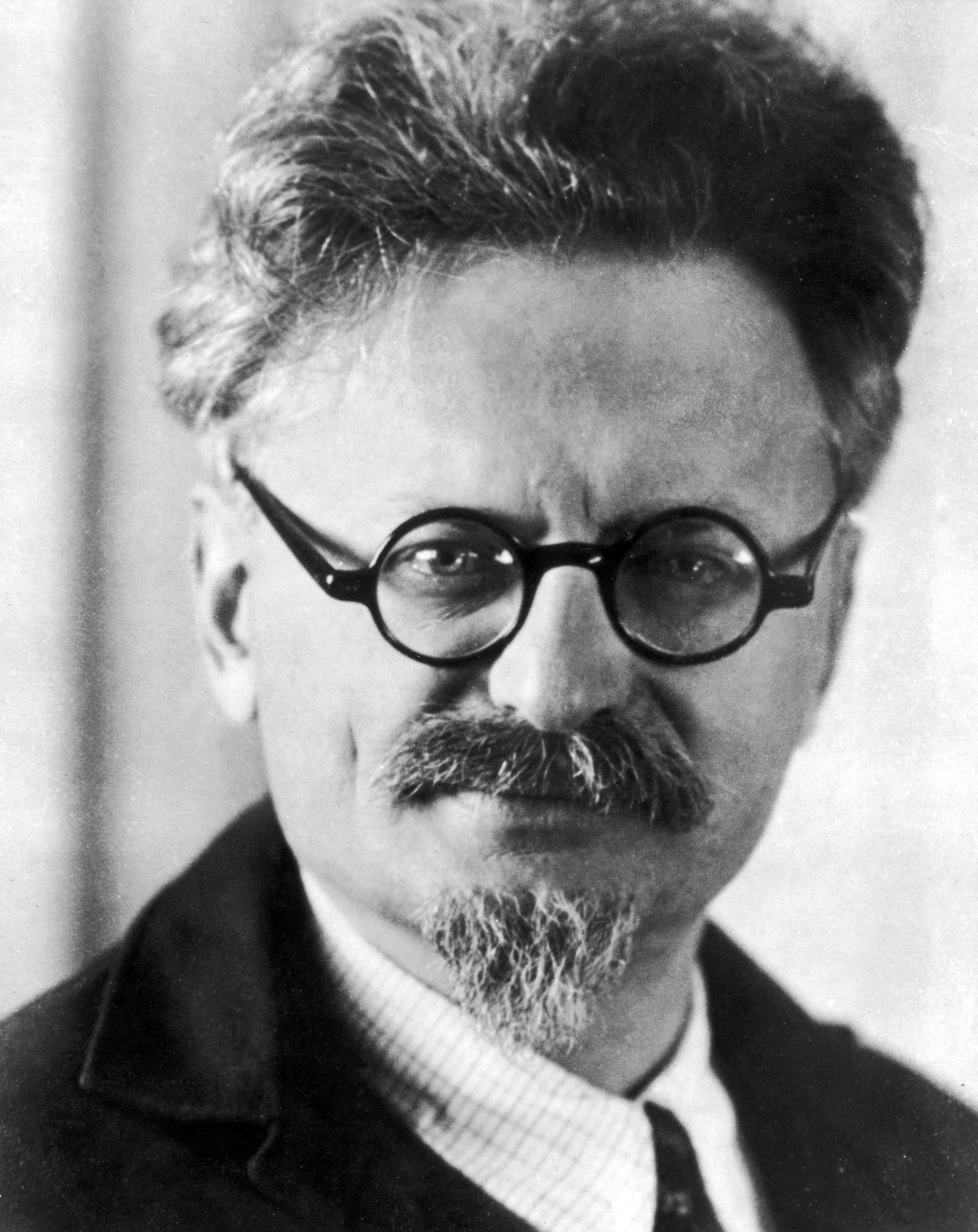
레프 트로츠키

트로츠키주의(러시아어: Троцкизм)는 레프 트로츠키와 그의 추종자들이 주창하고 제4인터내셔널이 발전시킨 마르크스주의의 혁명 이론이다. 트로츠키주의자들은 혁명을 달성하기 위한 방법으로 영구 혁명론을 제시했으며, 이오시프 스탈린의 일국 사회주의론에 반대했다.
레프 트로츠키는 경쟁자인 이오시프 스탈린과 마찬가지로 프롤레타리아 국제주의나 전위당론과 같은 레닌주의의 핵심적인 사상들을 대거 계승하였다.
이것 때문에 트로츠키주의자들은 스스로를 볼셰비키-레닌주의자 또는 정통 레닌주의자로 칭하곤 하는데 이 표현은 레닌주의의 창시자인 블라디미르 레닌과 당사자인 트로츠키가 매우 복잡한 관계였기 때문에 논쟁의 대상이 되고 있다.
트로츠키는 분권화된 계획경제, 통일전선 전술, 의회주의, 문화적 자치주의, 노동자 자주 경영 등 다소 통제적인 구 소련의 마르크스-레닌주의 이데올로기와는 다른 의견을 제시하였다. 또한 이들은 정통 마르크스주의를 옹호하면서 스탈린 치하에서 발생한 비민주적, 관료주의적 경향이나 인권 침해 문제를 꼬집기도 했다.
그러나 트로츠키주의자들은 앞서 말한 의회주의를 곡해하여 부르주아 정당이나 사회민주당에 가입하여 활동하는 소위 진입주의 전술을 사용하여 다른 사회주의자들로부터 맹렬한 비판을 받고 있다. 좌파공산주의자들은 트로츠키주의가 본질적으로 스탈린주의와 차이가 없으며, 레프 트로츠키도 전체주의를 옹호했다고 주장하기도 한다. 이들의 주장에 따르면 트로츠키주의는 소련 체제에 대한 맹목적이고 원색적인 비난일 뿐이다.
냉전 시대의 공산당에서는 자당의 지도에 반대하거나 의의를 제기하는 당원들에게 트로츠키주의의 사상의 영향 아래에 있는지 여부와는 관계없이 트로츠키주의자라고 비난하기도 했다. 이 때문에 전위당인 공산당과는 다른 입장에 있는 다른 공산주의 사상을 가리켜 트로츠키주의라고 부르는 경우도 있다.

## 개요
트로츠키의 사상인 트로츠키주의는 프롤레타리아 국가의 지속적인 세계적 혁명 수출(영구혁명)을 주장하며, 국가 내부의 부패한 관료를 타도하는 ‘프롤레타리아 정치 혁명’을 주장한다. 혁명 전술에서는 스탈린의 인민전선론에 반대하여, 공동전선론을 주장한다.

## 역사 이론
트로츠키주의 역사 이론의 핵심은 불균등 결합 발전에 관한 이론이다.

### 불균등 결합 발전
불균등 결합 발전은 세계사에 대한 사적 유물론적 해석의 일종이다. 본래 이 이론은 트로츠키가 주장하기 전 일부 러시아 마르크스주의자들에 의해 발전된 상태였지만, 트로츠키는 이 이론을 제국주의 단계의 마르크스주의 해석에서 가장 주된 것으로 여겼으며, 곧 트로츠키주의 역사 이론의 핵심 요소가 됐다.
불균등 결합 발전에 따르면, 생산 및 소유 관계 발전에 따른 역사 발전은 한 국가 단위 내에서의 정량적 모순 중첩에 의해서만 일어나는 것이 아니라, 세계에 존재하는 모든 생산 및 소유 관계 요소의 복합적인 작용에 의해 진행된다.
트로츠키는 러시아 혁명의 전(全) 과정을 이 불균등 결합 발전 법칙에 따라 설명하였다. 이에 따르면, 러시아 혁명은 러시아 자체만의 모순에 따른 촉발이라기보단, 세계 생산, 소유 구조의 일부이며 동시에 그러한 복합적인 양상의 결과로서 나타난 촉발이다. 물론, 이러한 과정은 단일한 형태의 모순이 아닌, 세계적인 형태의 모순이다.
불균등 발전 법칙은 일부 국가의 공산주의 혁명 이론에 영향을 주었다. 대표적으로, 일본 혁명적공산주의자동맹의 ‘국제혁명근거지론’ 또한 이 불균등 결합 발전 법칙에 근거하여 파생된 것이다.

## 정치 이론
트로츠키주의의 정치 이론은 대부분 타락한 관료 조직을 타파하여 프롤레타리아 혁명 국가의 건전성을 유지해야 한다는 반(反)관료주의 내용으로 이어져 있다. 그리고 이것을 사회주의 수호와 공산주의로 나아가는 혁명의 주요 구성물로 취급한다는 점에서 혁명 이론과 겹치는 부분도 존재한다.

### 프롤레타리아 정치혁명
트로츠키의 관료주의 비판은 『배반당한 혁명』(The Revolution Betrayed, Преданная революция, 1936)과 『마르크스주의를 옹호하며』(In Defense of Marxism, В защиту марксизма, 1940)라는 두 텍스트에서 집중적으로 전개된다. 그리고 프롤레타리아 정치혁명에 관한 트로츠키의 분석은 오늘 날 트로츠키 사상을 이해하는 데 있어서 가장 논쟁적인 것으로 자리 잡고 있다.
『배반당한 혁명』에서 트로츠키는 ‘퇴보한 노동자 국가’(Degenerated workers' state)라는 개념을 창안하여 노동자 국가가 자본주의 반혁명으로 무너질 수 있음을 논하였다. 퇴보한 노동자 국가는 타락한 관료 집단에 의해 사회주의 발전 동력을 상실한 노동자 국가를 의미한다. 이후 제4인터내셔널에서 이 이론을 기반으로 ‘기형적 노동자 국가’(Deformed workers' state)라는 개념을 추가적으로 확립하였다. 기형적 노동자 국가는 사회주의 발전 동력을 상실하게 한 관료 집단의 사상에 의해 혁명을 지도하는 후발 혁명 국가를 의미한다. 이에 따라 기형적 노동자 국가는 건전성이 확보된 프롤레타리아 혁명으로 발현된 국가는 아니지만, 그럼에도 불구하고 소수 스탈린주의(마르크스-레닌주의) 관료 집단이 초기에 실행한 혁명적 정책으로 인해 사회주의권으로 분류할 수 있을 만큼의 사회주의적 소유 관계를 완성하였다.
따라서, 전자는 소비에트 연방, 후자는 소비에트 연방에 영향을 받은 모든 사회주의 국가를 지칭한다고 할 수 있다.
오해하지 말아야 할 것은, 트로츠키는 두 국가 모두를 노동자국가라고 인정하고 있다는 점이다. 그러나 트로츠키가 언급한 노동자국가가 곧 ‘사회 발전 단계로서 사회주의’를 의미하는 것은 아니다. 트로츠키는 단순히 사회주의적 소유 관계를 형성하는 것을 넘어서, 생산력 면에서 자본주의 생산 관계에서의 생산력을 뛰어넘어야지만 비로소 그 사회의 단계를 완전한 사회주의라고 분류할 수 있다고 보았다.
트로츠키는 노동자 국가의 발전 정체 현상을 해결하기 위한 방법은 노동자국가의 프롤레타리아가 주도하는 반(反)관료 정치혁명 뿐이라고 하였다. 이러한 정치혁명은 10월 혁명에서 그랬던 것처럼, 각 지역의 노동 계급이 자발적으로 주도하는 대규모 반관료·반부패 켐페인의 형태로 나타날 수 있다고 하였다. 이렇게 하여 노동자국가의 노동 계급은 노동자국가가 자본주의로 반동하는 위험성을 제거하여 노동자국가를 굳건히 수호하고 사회주의로 나아갈 수 있는 토대를 만들 수 있다. 만약 이러한 정치혁명 과정이 없다면, 노동자국가는 필연적으로 사회주의 동력을 상실하게 된다. 이에 따라 사회·문화 측면에서 발전도 정체하게 된다.
트로츠키주의자는 위와 같은 이론에 따라 각 국가의 사회발전성격을 규정한다. 이들에 따르면 소비에트 연방은 퇴보한 노동자 국가로서 혁명 동력을 상실하고 결국 자본주의적 반혁명이 일어나게 붕괴하였다. 중화인민공화국은 노동자국가가 맞으나, 기형적 노동자 국가라는 점에서 자본주의적 소유 구조가 부활할 수 있는 위험에 직면한 상태이다. 그리고 실제로 자본주의적 소유 구조 일부가 타락한 관료 집단에 의해 부활하고 있다는 점을 강조하고 있다.

## 혁명 이론
세계 혁명에 관한 혁명 이론은 트로츠키의 사상에서 가장 핵심 이론으로 자리 잡고 있다.

### 공동전선
20세기 후반에 들어 일부 트로츠키주의 집단은 혁명 과정에서 소유 토지 면적이 낮은 농민과의 연대성이 중요하다는 것을 강조하는 경우가 있으나, 트로츠키주의 진영 내 주류 흐름은 아직 노동 계급의 주도성을 강조하며, 혁명에 동참할 수 있는 농민은 오로지 농업 프롤레타리아라고 할 수 있는 빈농 뿐임을 명시하고 있다. 순수한 노동 계급만이 프롤레타라이 혁명을 주도해야 한다는 경향을 총칭하여 ‘공동전선’이라고 한다.
레프 트로츠키도 또한 노동 계급만이 부르주아 혁명을 주도할 수 있으며, 사회주의 혁명의 경우는 순수한 노동자 집단만이 혁명을 성공시킬 수 있음을 강조했다. 트로츠키는 1905년 러시아 전역에서 성립된 소비에트의 집단성과 실천성은 산업 사회 특유의 집단 노동의 현장에서 나타날 수 있는 연대성을 통해서만 유지될 수 있음을 직감했다. 그는 동시에 농민 문제에 관한 언급을 통하여 농민 일반이 부르주아 혁명을 주도할 수 없음도 논하였다.

#### 농민 문제
트로츠키는 영구 혁명 무대에서 농민을 빈농과, 빈농이 아닌 농민으로 분류한다. 빈농이 아닌 농민은 부르주아이며, 이들은 주도적인 역할을 할 수 없을 뿐더러 본질적으로 노동 계급의 이해와 반대되는 성격을 갖고 있다고 하였다. 트로츠키는 또한 농민이 부르주아 혁명을 주도할 수 없다고 하였다. 이는 부르주아가 부르주아 혁명을 주도할 수 없는 이유와 비슷한 이유인데, 봉건 시기 자영농민은 그들 스스로가 빈농을 고용하거나 소작료를 거둬들이는 주체라는 점에서 소작제도에서 상당 부분의 이점을 얻고 있기 때문이다. 그러나 트로츠키는 이러한 입장을 가짐으로써 블라디미르 레닌의 노농동맹 노선과 자주 마찰을 빚어야 했다. 블라디미르 레닌은 트로츠키가 주장한 자영농민이 실제 소부르주아 농민 중 극히 소수에 불과하다고 하였다. 봉건 사회 소작제도하에서 일반적인 농민은 자유로운 토지 소유에 접근할 수 있는 기회가 사실상 없기에 농민이 자유주의 혁명의 동참자로 될 수 있다고 하였다. 또한 레닌은 자본주의 사회에서 토지 개혁이 수행되어 토지를 분배받아도 시간이 지남에 따라 다수의 빈농과 영세농을 만들어내기에 역시 사회주의 혁명 과정에서 노동 계급의 동맹이 될 수 있다고 하였다. 이러한 시각은 1920년 8월 7일 코민테른 2차 대회의 레닌 문건에서도 확인되고 있다.
스탈린이 빈농은 물론이고, 소농은 사회주의 혁명 과정에서 사회주의 농업 점조직으로 흡수되는 데에 아무런 문제가 없다는 이론을 내세웠지만, 트로츠키는 농업 프롤레타리아를 제외한 모든 농민은 결과적으로 사회주의 혁명에 반대되는 입장을 가질 수밖에 없다고 하였다.

### 부르주아 혁명에 관한 입장
레프 트로츠키는 영국이 17세기에 경험했던 류의 혁명이나, 프랑스가 1789년에 경험했던 류의 형태인 부르주아 혁명이 다시 일어나기 힘들다고 하였다. 마찬가지로 러시아 혁명이 일반적인 부르주아 혁명의 경로를 거칠 수는 없다고 하였다.
트로츠키가 1906년에 작성한 『평가와 전망』(Итоги и перспективы)에서 그는 역사 경로를 상세하게 분석하여 “역사는 반복되지 않는다. 러시아 혁명과 프랑스 혁명은 동일선으로 비교하려는 사람은 많지만, 전자는 결코 프랑스 혁명과 동일선에 놓일 수 없다.”라고 주장하였다. 1789년 프랑스는 부르주아가 주도하는 연합에 의한 부르주아 혁명을 경험하지만 이후 권력을 잡은 부르주아는 우리가 현재 부르주아 민주주의라고 취급하는 일련의 혁명 조치를 제대로 정착시키지 못 하였다. 가령, 프랑스 혁명 이후에도 여성은 참정권을 얻지 못 하였으며, 심지어 부분적으로 노예제도가 존재하고 있었고, 노동자의 파업 권리는 보장되지 않았다.
이것은 1848년 프랑스에서 일어난 공화파 봉기에서 다시 재현됐다. 그리고 이 시기 부르주아는 더는 혁명을 주도할 수 없는 상태였다. 실제로 1848년 공화파 봉기는 프랑스 노동자 및 빈민 계층이 주도했으며 부르주아는 주도적인 역할을 하지 못 하였으며 오히려 공화파 봉기에 저항하였다.
이러한 역사적 사실에 기반하여 트로츠키는 19세기 후반 이후 각국 부르주아 혁명에 있어서 부르주아의 역할은 사실상 사라졌다고 보았다. 이제 부르주아 민주주의 혁명은 노동 계급이 주도하는 연합에 의해 이루어질 것이며, 진보적인 부르주아만이 이 연합에 소극적으로 참여할 수 있을 뿐이다. 러시아 2월 혁명도 마찬가지로 부르주아는 이 혁명에 사실상 동참하지 않았으며 오히려 차르 반동과 동맹을 맺었다. 2월 혁명도 또한 노동자와 빈농(농업 프롤레타리아) 계급이 주도한 것이다. 부르주아는 자신들이 소유한 공장과 은행, 기타 재산을 보호할 수 있는 안정적인 파트너로서 차르 반동을 택한 것이며, 그들 스스로가 민주주의를 받아들일 경우 현실적으로 상당 부분의 권리를 노동자에게 양도해야 함(사회주의가 아닌, 자유주의가 명시하는 형식적인 선에서)을 알고 있었다.
결과적으로 경제적으로 낙후된 국가에서 부르주아 민주주의 혁명은 부르주아에 의해 주도될 수 없다. 동시에 제국주의의 영향으로 부르주아는 봉건적 반동 세력과 긴밀하게 연합되어있다. 이것은 봉건 관료 및 봉건 영주들과의 끈끈한 유착과 협력 관계로 나타난다. 또한 추가적으로 트로츠키는 후발 산업 국가의 특수한 정치경제적 상태를 통하여 위와 같은 관계도 성립될 수 있음도 논하였다. 후발 산업 국가는 정부 주도의 출자를 통하여 자본가를 성장시키는데, 이 과정에서 자본가는 봉건적 관료 세력과 긴밀한 관계를 형성할 수밖에 없다.

### 영구혁명
1905년 레프 트로츠키는 영구혁명이라는 국제 혁명 이론을 공식화하였다. 이것은 나중에 트로츠키주의의 핵심 특징이 되었다. 카를 마르크스는 자본주의 사회에서 자본가는 국제적인 성격을 갖는 동맹을 갖고 있기에 노동자의 혁명이 성공하기 위해서는 각국의 무산계급이 단결해야 하며, 혁명은 국제적으로 일어나야 한다고 하였다. 이는 카를 마르크스가 공산주의자동맹 중앙위원회에서의 발언을 통해 확인할 수 있다.
레온 트로츠키의 사상은 이 노선에 충실하여 세계 혁명만이 진정한 의미에서의 사회주의 달성을 이룰 수 있다고 한 것이다. 이에 반대하여 이오시프 스탈린(마르크스-레닌주의)의 경우는 19세기 후반 이후 자본주의가 제국주의 단계에 도달했기에 세계 혁명보다는 일국 혁명이 선호된다고 하였다. 이는 1938년 2월 14일에 이오시프 스탈린이 작성한 〈이바노프 동지에게 보내는 답장〉(Ответ товарищу Иванову)에서 확인할 수 있다. 스탈린은 트로츠키의 영구혁명 노선이 19세기 중반 마르크스의 입장과 동일하며, 이러한 원칙이 마르크스 혁명 이론에 있었다는 것을 인정했으나, 어디까지나 그러한 마르크스의 이론은 자본주의가 제국주의 단계로 나아가지 않았을 때의 분석이었을 뿐, 현재 제국주의 단계로 나아간 상태에서 혁명은 세계 혁명이 아닌 일국 혁명이 되어야 함을 강조한 것이다. 그리고 이러한 일국 혁명 사상은 실제로 레닌이 견지했던 입장으로 오늘 날 레닌 저작에 대한 비판적 분석을 통해 거의 확실시 되고 있다. 심지어 헝가리 평의회 공화국 붕괴 1년 후인 1920년 이후 레닌의 입장이 일국 혁명에 기운 입장이라는 것은 별다른 교차를 거치지 않고서도 확인되는 것이다. 따라서 세계혁명을 추구하는 트로츠키의 영구혁명은 레닌의 공산주의 사상으로부터 이탈했다는 비판을 내내 받게 된다.
러시아 10월 혁명 성공 이후에는 각국 혁명에 대한 구체적 입장에서 영구혁명 이론은 더욱 발전하였다. 당시 수많은 국가는 자본주의 단계에 있기보다는 봉건제 단계에 있었기 때문이다. 트로츠키는 봉건제 혁명에서 민주국가를 이룰 수 있는 혁명도 오직 노동자가 주도하는 연합을 통하여서만 이룰 수 있다고 하였다. 그리고 노동자는 이후 사회주의 혁명도 멈추지 않고 수행할 수 있을 것이라고 기대하였다.

## 레닌과의 대립
트로츠키는 1903년 러시아 사회민주노동당 제2차 당대회 이후부터 꾸준히 레닌과 투쟁을 하였다. 최초의 대립은 당 운영에 관한 문제였는데, 여기서 트로츠키는 대중 정당 노선을, 레닌은 정예주의 노선을 주장했다. 이후 농민 문제에서 트로츠키는 혁명의 제1단계에서의 농민 역할을 경시했으나, 레닌은 혁명의 제1단계에서 농민의 역할을 중시했다. 이는 이후 혁명의 제2단계에서 농민의 성격 논쟁에서도 레닌과 트로츠키가 대립하는 원인으로 되었는데, 협동조합을 통한 중농의 중립화를 주장한 레닌과는 반대로, 트로츠키는 소농, 중농의 타도를 주장하였다. 1912년 당 통합 운동 당시 트로츠키는 러시아 사회민주노동당 내 분파 통합의 입장을 견지한 반면, 레닌은 이에 반대하였다. 이에 트로츠키는 당내 통합찬성파를 필두로 레닌을 둘러싼 8월 블록의 주도자가 되는데, 이때 레닌과 트로츠키의 대립은 절정에 달했다. 이후 독일과의 강화, 노동조합 문제, 신경제정책 문제 등 여러 면에서 레닌과 대립했다.
1920년대 초반에 이르게 되면 이미 대다수 볼셰비키 구성원이 트로츠키를 러시아 공산당 내로 포섭된 ‘멘셰비키 일원’으로 여기고 있음이 포착된다. 이는 트로츠키가 볼셰비키당에 입당하기 전, 레닌과 첨예한 대립을 이어나갔다는 것으로부터, 그리고 입당한 후에도 레닌과 대립했다는 것으로부터 비롯되었다. 이는 레닌 사후 트로츠키가 권력 투쟁에서 매우 불리한 위치에 처할 수밖에 없게 된 이유이기도 하였다.

## 비판

#### 생산력과 생산 관계에 대한 형이상학적 견해
생산력과 생산 관계에 대한 형이상학, 형식논리학적 사고는 멘셰비키의 특징과 그대로 닮아 있다. 예를 들어, 트로츠키주의는 노동자국가와 사회주의 국가를 다른 개념으로 두며, 프롤레타리아가 권력을 잡아도 생산력이 발달할 때까지는, 사회주의 생산 양식이 들어서도 사회주의가 아니라고 규정한다. 이는 생산력과 생산 관계로 상호 전화한다는 것, 즉 그 주요한, 부차적 측면이 객관적 조건에 따라 교차한다는 것을 망각한 주장이라는 평가가 지배적이다.
트로츠키주의에서 ‘생산력’은 특정한 요소의 집합으로 이루어진, 형식논리학적 동일성에 기초한 개념에 가까우며, 마찬가지로 ‘생산 관계’도 이러한 오류를 내포하고 있다.

##### ‘노동자국가론’이 갖는 비변증법적 성격
앞서 언급한 것처럼 트로츠키는 노동자국가와 사회주의 생산 양식을 구분하였다. 소련의 생산력이 주요 자본주의 국가에 훨씬 미치지 못하였고, 그리하여 생산력이 낮은 관계로 소련은 사회주의 생산 양식이 될 수 없다고 한 것이다.
그러나, 이는 형식논리학적 견해이다.
마르크스와 엥겔스에 따르면 생산력은 생산 양식의 내용이며, 생산 관계는 생산 양식의 형식이다. 즉, 양과 질의 관계가 아니다. 내용은 형식을 규정하지만, 형식 내에는 이미 내용적 측면이 상호 피규정의 관계로 내재해 있다. 다시 말하여, 내용과 형식을 서로 통일되어 있다. 예를 들어, 사회주의 생산 관계라는 형식이 성립된다면, 그 형식에 맞는 생산력은 이미 필연적으로, 형식과 피규정 관계를 이루고 있다. 그러나, 여기서 생산력은 자본주의의 그것과는 완전히 다른 질로서의 생산력이며, 생산 관계 역시 마찬가지이다.
사회주의의 생산력이 자본주의의 생산력과 완전히 같은 질적 성격을 가지고 있으며 전자가 후자보다 상대적으로 높다는 것으로부터, 전자의 생산 관계가 후자와 구분되는 것이 아니다. 사회주의의 생산력은 자본주의의 생산력과는 질적으로 다른데, 여기서 질적으로 다르다는 것은 그 생산력을 구성하는 객관적 연관이 다르다는 것을 의미한다. 그렇다면 사회주의 혁명의 조건으로서 높은 수준의 자본주의 생산력이 전제되는 이유는 무엇인가? 그것은 양질전화에 따라, 자본주의적 질로서의 생산력이 일정 양에 다다르게 되면 그것이 갖는 생산 관계와의 모순이 질곡에 달하면서 낮은 단계의 공산주의로 전화된다는 의미에서 언급되는 것이다. 이러한 생산력(자본주의적 질로서)의 요구 수준은 각 나라의 특수성에 따라 다르며, 여러 객관적 조건에 의해 질적 변화로의 양적인 계기가 달라진다.
따라서, 제반 사회주의 국가의 사회주의 생산력은 애당초 자본주의 모순의 질곡으로 인해 생겨난 새로운 질을 갖는 생산력으로 인식되어야 한다. 마찬가지로, 사회주의 생산 관계는 자본주의 모순의 질곡으로서, 자본주의 생산 관계의 소멸, 및 그에 따라 생성된 새로운 질의 생산 관계이다.
그러나, 트로츠키주의는 자본주의 생산력과 사회주의 생산력이 서로 상이한 질을 갖고 있음을 이해하지 못한다. 즉, 사회주의 생산 양식에서 그들이 말하는 생산력은 자본주의 생산력 그대로에 불과하며, 그것을 사회주의 생산 관계로 억지로 결합시켜 이해하고 있다. 결과적으로, 트로츠키주의는 그저 그들이 형식적으로 규정한 생산력과 생산 관계의 단순 기계적 결합으로서 생산 양식을 파악하고 있다.
최종적으로, 자본주의 생산력이라는 질적 규정에서의 생산력과, 그들이 생각하는 '사회주의 생산 관계'를 억지로 결합시킨 '노동자국가'라는 개념을 사회주의 생산 양식과 구분하여 사용하게 된 것이다. 이는 내용과 형식은 통일된 대립항으로서, 하나의 규정을 이룬다는 것, 그리고 내용의 변화는 형식의 변화를 매개적으로, 필연적으로 반영한다는 것을 인정하지 않는다는 점에서 비변증법적 견해라고 할 수 있다.

#### 이행기 강령 문제
게오르기 디미트로프의 〈파시즘의 공세와 공산주의 인터내셔널의 임무〉는 다음과 같은 사실을 알려준다.
| “ | 반파시즘 인민전선의 수립에 있어 기본적인 것, 가장 결정적인 것, 그것은 혁명적 프롤레타리아트가 이들 층, 특히 근로농민의 요구들 -프롤레타리아트의 근본적 이익에 배치되지 않는 요구들-을 옹호하여 단호히 행동함으로써 투쟁의 과정에서 노동자계급의 요구들과 이들의 요구를 결합시키는 것이다 … 분명 통일전선 정부는 일련의 나라에서 가장 중요한 이행형태의 하나가 될 것이다. ‘좌익’ 공론가는 레닌의 이 지시를 언제나 회피해 왔다. 시야가 좁은 선전가인 그들은 단지 ‘목적’에 관해 말할 뿐, ‘이행의 형태’ 등에는 결코 주의를 기울이지 않았다. 그런데 우익 기회주의자는 노동자 사이에 부르조아지의 독재로부터 프롤레타리아독재로 가는, 의회를 통한 평화로운 산보라는 환상을 퍼드리기 위해 이 두 개의 독재 사이에 특수한 민주주의적 중간단계를 설정하려 했다. 이 가공의 ‘중간단계’를 그들은 ‘이행형태’라고도 부르면서 레닌까지 인용했다! 그러나 이 속임수를 폭로하기는 어렵지 않았다. 레닌은 ‘프롤레타리아혁명’에의 즉 부르조아독재 타도에의 이행과 접근의 형태에 관해 말했던 것이지 부르조아 독재와 프롤레타리아 독재 사이의 이행형태에 관해서는 전혀 말하지 않았기 때문이다. | ” |

트로츠키주의는 트로츠키의 혁명 이론에 의거하여 ‘이행기 강령’을 주장한다. 이행기는 레닌이 주장한 것으로 자본주의가 제국주의로 전화함에 따라, 그리고 제국주의 시대에서 사회주의 정권의 성립에 따라, 자본주의가 사회주의로의 이행 진입기에 놓여져 있다는 혁명 이론 개념이다. 이행기 시기는 사회주의의 물질적 기초를 완전히 준비한 국가독점자본주의의 규정력을 받는 시기라고 할 수 있다.
그러나, 트로츠키는 이행기를 개량과 혁명이라는 완전히 다른 범주에 적용하였는데, 이는 최소 강령, 이행기 강령, 최대 강령이라는 강령 체계를 구체화한 근거가 되었다. 그러나, 레닌은 이행기를 개량과 혁명의 중간 단계로 사용한 바 없다. 이행기는 자본주의가 제국주의 단계에 이르러 퇴조기에 들어섰으며, 사회주의 정권의 성립으로 자본주의가 붕괴 일로에 들어섰다는, 즉 자본주의의 전반적 위기 과정을 말하는 것이므로 강령 문제와는 완전히 다른 범주이다. 동시에 레닌은 이행기를 국가독점자본주의와 사회주의 사이에 어떠한 특정한 생산 관계라고 언급한 적 없다. 그러나, 트로츠키주의자들은 자본주의 및 사회주의 사회구성체와 구별되는 특정한 ‘이행기 구성체’(노동자국가)가 존재한다고 주장한다.
이들은 또한, 《1918년 1월 10일 노동자, 농민, 병사 대의원 소비에트 제3차 전러시아대회》에서 레닌이 자본주의와 사회주의 사이에 이행기를 설정했으니, 이행기는 존재하며, 따라서, 이행기 강령은 존재한다고 주장한다. 이 문헌에 따라 이들은 노동자국가와 사회주의는 이질적 단계이며, 전자는 후자의 전 단계라는 것을 공식화한다. 그러나, 레닌은 자본주의와 공산주의 사이의 단계를 《국가와 혁명》에서 이행기라 칭한 바 있으며, 사회주의에도 노동자국가의 존속을 주장한 바 있다.
1918년 1월 10일의 레닌 연설은 당대 사회주의 발전이라는 가장 시급한 문제를 해결하기 위한 정치적 의도에서 비롯된 내용임을 고려해야 한다. 여기서 '자본주의와 사회주의의 과도기로서 노동자국가'는 사회주의 생산관계 성립 후 사회주의 생산력을 조직화하는 매개 단계이다. 따라서, 레닌은 이와 같은 문헌에서 러시아를 사회주의 공화국으로 칭하는 것은 혁명가의 의무라고 주장한 바 있다. 다시 말해, 그가 말한 '이행기'란 사회주의와 이질적인 노동자국가라는 단계가 아니라는 것이다.

#### 주관주의와 좌익 공론주의
주관주의는 현상을 변증법적 통일성을 통해 총체성의 관점으로 보지 않고, 그 현상을 정태적으로 분석하여 사건을 일면적으로 바라보는 경향을 말한다.
민족 해방, 의회 투쟁 문제, 농민과의 동맹, 각 상이한 사회구성체 내 다양한 생산 관계의 혼재 등의 문제에 대해서도 트로츠키주의는 그 주관주의적 특성으로 말미암아 각 사안을 통일적·총체적으로 보지 못 하고 일면적인 행동 양식을 교리로 삼는 오류를 범하였다. 트로츠키주의 정당 내지 조직은 주관주의로 인해 시간이 지날수록 내부에서 소분파로 나눠지며 자연 소멸을 겪어야 했다.
트로츠키주의는 추상화된 형식적 개념을 구체적인 개념으로 발전시키지 못한다. 그 결과 오류는 크게 두 가지 경향으로 나타난다. 첫 번째는 스스로의 경험을 교리화하는 것이다. 즉, 자신이 겪은 경험(추상, 직접적인 지식)을 곧바로 본질로 여긴 다음, 그것을 현실 투쟁에 적용한다. 그러나, 본질은 개념적 사유를 통해서만, 즉 직접성으로 대표되는 추상을 극복한 후에라야 비로소 얻을 수 있다. 두 번째는 뒤에서 설명할 좌익 공론주의이다. 이는 교조주의적 오류로, 이미 외운 공식을 계속 되풀이하는 것이다.
좌익 공론주의는 현상에 대해서 구체적으로 분석하거나 종합하지 않고, 몇 가지 교조적 공식만 끊임 없이 되풀이하는 경향을 말한다.
사회주의 변혁과 민족, 농민, 여성 및 민주주의 변혁 문제에서 트로츠키주의는 마르크스가 주장한 것을 형해화하여 현실 투쟁에서 그 당위적 성격만 부각한다. 예를 들어, 반봉건사회든, 아니면 각 나라의 특수성에 의해 재규정을 받는 자본주의 사회든 이들은 마르크스가 자유 경쟁 자본주의 시기의 서유럽에서 주창했던 것을 그대로 되풀이한다. 그러나, 사회 변혁은 각 계급과 계층에 대한 유기적·총체적 분석과 종합에 기초해야지만 이뤄낼 수 있다. 착취적인 체제 내에서 민족 및 여성 해방과 노농동맹 사업은, 각 상이한 사회구성체 내에서 다양한 객관적 조건을 고려하여 최소 및 최대 강령적 요구를 병행해야 한다. 트로츠키주의의 최대 특성 중 하나인 좌익 공론주의는 개혁과 혁명 상호 연관적 관계 및 주관에서 객관으로의 변증법을 고려하지 않는다.

### 기회주의
트로츠키의 이론은 일관적인 혁명 이론이 아니다. 그의 이론에는 러시아 혁명기 시기 레닌의 입장에 대항하는 요소과, 레닌 사후 스탈린의 입장에 대항하는 요소, 마지막으로 멘셰비키의 혁명론이 부분적으로 침투되어 있다. 그러나 트로츠키의 이론은 트로츠키주의자들에 의해 ‘레닌주의에 대한 진정한 계승’으로 여겨지고 있다.
레닌의 입장과 상반되는 지점과 멘세비키의 수사가 들어가 있음에도 불구하고 레닌 사상의 계승을 주장하는 특징에 따라 트로츠키주의는 일관성을 추출해내기 어려우며, 해석이 각자 다르게 될 수 있다. 트로츠키주의의 이러한 문제점은 트로츠키 이론가들이 국제 혁명 및 각국 노동 운동에 대해 기회주의적인 입장을 갖게 하는 원인이 되었다. 이들의 일관적이지 못 한 여러 모습으로 인해 트로츠키주의자는 ‘Trot’이라는 멸칭으로 불리기도 한다.

### 종파주의
트로츠키주의는 내부적으로 가치론, 공황론, 화폐론, 자본주의 단계론, 혁명론(조직, 전술·전략, 강령) 등의 의견이 통일되어 있지 않다. 이는 극심한 종파주의의 원인이 된다.
트로츠키가 소비에트 연방에서 축출된 이후 트로츠키의 공산주의 사상을 따르는 분파는 줄곧 소수였기에 종파가 생기기 어려웠다. 그러나 종파주의의 극단적인 발현은 1960년대 일본에서 일어난 일련의 신좌익 운동에서 드러났다. 특히 트로츠키주의 사상을 고수하는 혁명적공산주의자동맹(革命的共産主義者同盟)은 일본 공산주의 운동에서 극단적인 종파를 선동하였으며 전체 전선에서 사회주의 운동을 후퇴시키는 결과를 가져왔다. 그리고 혁명적공산주의자동맹을 제외한 나머지 분파는 형식적으로는 트로츠키주의와 무관함을 강조했지만, 이론적으로는 트로츠키주의의 영향을 강하게 받았다. 예를 들어, 공산주의자동맹(共産主義者同盟)은 마르크스-레닌주의를 내세웠으나 실제로는 트로츠키 사상 노선을 그대로 따르고 있었다. 이에 따라 이들도 혁명적공산주의자동맹과 유사하게 종파를 심하게 형성하였다.
그 결과로서 일본 신좌익 운동 분파는 약 오십 분파가 넘어가게 되었는데, 일본 트로츠키주의 양대 분파인 혁마르와 중핵파는 내부게발트(다른 종파간의 암살, 집단 살해, 집단 습격을 통한 린치) 행위를 2000년대까지 자행하고 있다.

### 마르크스-레닌주의의 트로츠키주의에 대한 비판

#### 반혁명적 경향
미국의 마르크스-레닌주의자인 모이세 조지프 올긴은 트로츠키주의를 일컬어 프롤레타리아계급의 숙적이며, 혁명운동을 좌절시킨다는 것이라고 주장했다. 그는 트로츠키의 추종자들의 반소련적이며 반혁명적인 경향을 트로츠키주의의 본질로 정의했다.
미국의 마르크스-레닌주의자인 자신의 경험을 토대로 트로츠키주의를 비판했다. 그의 회고에 따르면 그는 1920년대 초기에 트로츠키주의의 동조자였으나, 트로츠키의 반혁명적인 행동을 비판하며 그의 추종자들을 반공주의를 조장하여 코민테른의 붕괴를 초래하기 위해 음모를 꾸미는 세력으로 정의했다.

## 분파
- 제4인터내셔널: 트로츠키가 창립한 국제 공산주의 운동. 트로츠키가 죽은 후, 트로츠키주의의 분파가 다양해지면서, 현재는 트로츠키주의의 대표적인 분파의 하나로 남아 있다. 1953년에 제4인터내셔널 국제사무국(International Secretariat of the Fourth International)과 제4인터내셔널 국제위원회(International Committee of the Fourth International)로 분열했으나, 1963년에 재통합 되었다. 이들이 주도하는 대표적인 정당으로는 프랑스의 반자본주의 신당이 있다.

- 노동자 인터내셔널 위원회 (Committee for a Worker's International, CWI): 트로츠키주의 분파들 중 제4인터내셔널 다음으로 큰 규모를 자랑하며, 1974년 창립하여 35개국 이상에 지부를 두고 있다.

- 국제 사회주의자 경향 (International Socialist Tendency, IST): 영국의 사회주의 노동자당이 주도하는 분파이다. 블라디미르 레닌과 레닌주의에 대한 입장에서 정통 트로츠키주의자들과 차이가 있다.

- 국제주의 공산주의자 연합 (International Communist Union, ICU): 프랑스 반자본주의신당을 주도한 혁명적 공산주의자 연맹과 경쟁 관계에 있는 트로츠키주의 집단 노동자 투쟁(프랑스어: Lutte Ouvrière)을 중심으로 한 그룹.

- 국제 마르크스주의자 경향 (International Marxist Tendency, IMT): CWI서 갈라져 나온 그룹이다. 2006년 이전에는 '마르크스주의 인터내셔널 위원회'라는 이름을 사용했다.

- 국제 볼셰비키 그룹 (International Bolshevik Tendency, IBT) : 국제 스파르타쿠스 동맹(현 국제 공산주의 동맹)의 중핵들에 의해 창립된 국제 트로츠키주의 조직.

## 스탈린주의와의 비교

### 서구권 역사학자들의 견해
트로츠키주의는 반스탈린주의 좌파에 속하지만 일부 서구권 역사학자들은 트로츠키주의와 스탈린주의의 차이점이 거의 없다고 주장했다. 이들은 레프 트로츠키가 반대파 대학살, 강제수용소 운영, 민간인에 대한 가혹한 대우를 근거로 트로츠키와 스탈린은 함께 전체주의 사상을 공유했다고 말했다.

### 역사학자들의 보편적 견해
러시아 혁명 이후 트로츠키의 행보에 대해 역사학자들의 의견이 갈리지만 전반적으로 트로츠키가 스탈린보다 민주적이었다는 것에 동의하고 있다. 그러나 트로츠키주의를 창시하고 발전시킨 레프 트로츠키가 공식적으로 소련의 지도자가 된 적은 단 한번도 없기 때문에 트로츠키주의가 스탈린주의보다 더 좋은 사상이라고 주장하기에는 단언하기에는 어려움이 있다.

## 기타
공산권의 경우는 스탈린 시대부터 현재까지 트로츠키주의를 극좌모험주의와 같은 뜻으로로 썼으며 이 단어 자체가 심한 욕이기도 했다. 실제로 중소 국경 분쟁 때 니키타 흐루쇼프와 마오쩌둥이 대면했을 때 서로를 트로츠키주의자로 지목하며 심한 욕을 퍼붓기도 했다.

## 같이 보기
- 레프 트로츠키
- 토니 클리프

## 관련 서적
- 강대진 저, 《트로츠키주의》
- 한형식 저, 《공산주의 역사 강의》